# Etica mondiale

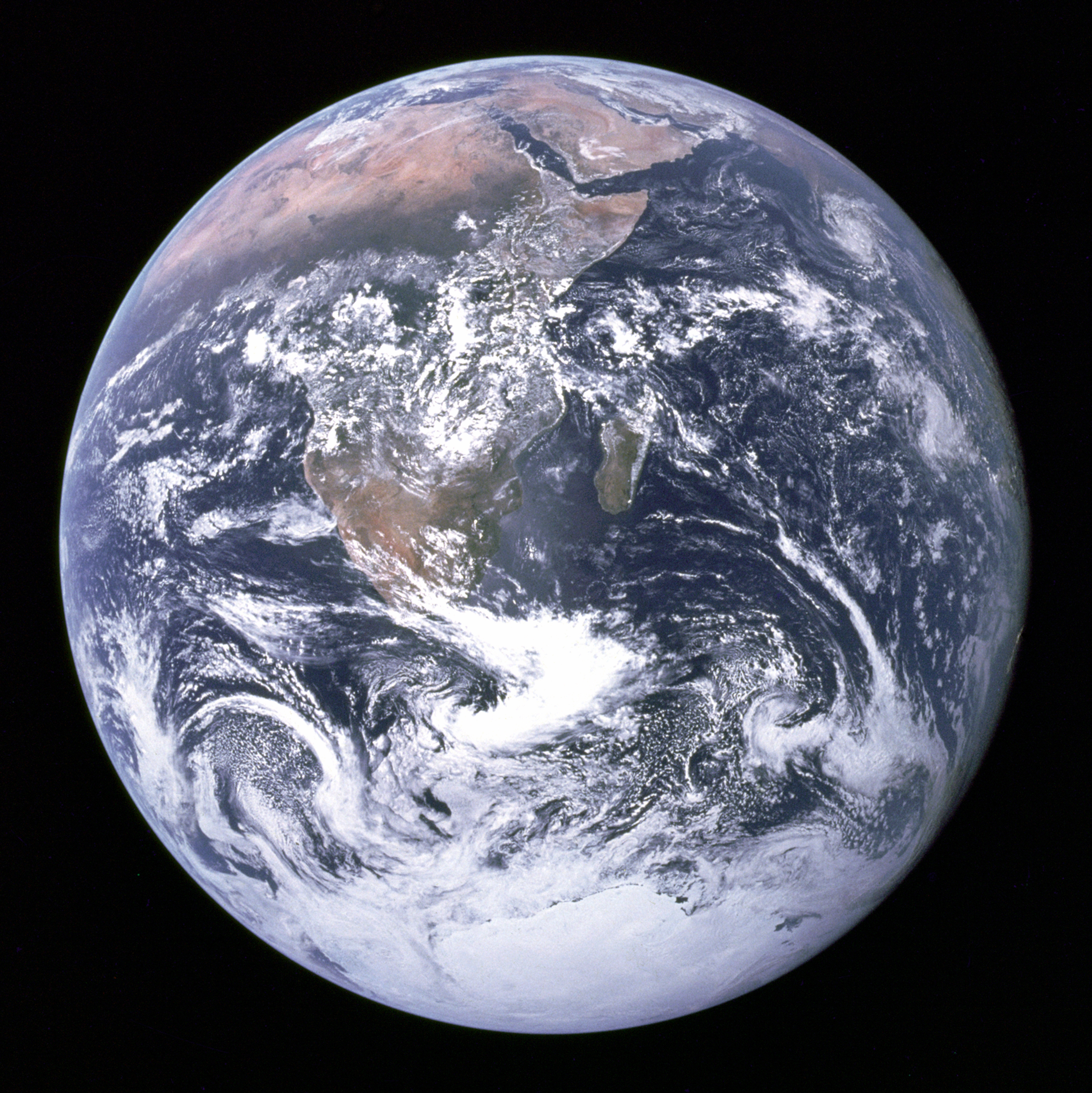
Come immagine-simbolo, sulla copertina del Progetto per un'etica mondiale si è scelta l'immagine della Terra

Il progetto per un'etica mondiale (in tedesco Weltethos) rappresenta il tentativo di descrivere i tratti in comune delle religioni mondiali e di stabilire un piccolo elenco di regole fondato su esigenze fondamentali, che possa essere accettato da tutte. L'iniziatore del progetto è il teologo cattolico Hans Küng.

## Convinzioni di base
- nessuna sopravvivenza del nostro pianeta senza un ethos globale,
- nessuna pace tra le nazioni senza pace tra le religioni,
- nessuna pace tra le religioni senza dialogo tra le religioni,
- nessun dialogo tra religioni e culture senza ricerca di base,
- nessun ethos mondiale senza un mutamento di coscienza, di religiosi e non religiosi.

(HANS KÜNG, Progetto per un'etica mondiale)

## Regola d'oro
Un esempio importante degli elementi in comune fra le religioni è il principio della "Regola d'oro". Tutte le culture conoscono questo principio di reciprocità. In italiano esso recita: "Fai agli altri ciò che vuoi sia fatto a te". Il Progetto per un'etica mondiale riporta i seguenti esempi tratti dalle grandi religioni:
- Confucio (Dialoghi 15, 23): «quello che tu stesso non desideri, non farlo neppure agli altri uomini»;
- Rabbi Hillel (Shabbat 31a): «non fare agli altri quello che non vuoi che essi facciano a te»;
- Gesù (Mt 7,12, Lc 6,31): «tutto quanto volete che gli uomini facciano a voi, anche voi fatelo a loro»;
- Muhammad (40 ḥadīthe di an-Nawawi 13): «nessuno di voi è un credente fino a quando non desidera per il suo fratello quello che desidera per se stesso»;
- Jainismo (Sutrakritanga I.11.33): «L'uomo dovrebbe comportarsi con indifferenza nei confronti di tutte le realtà mondane e trattare tutte le creature del mondo come egli stesso vorrebbe essere trattato»;
- Il Buddha (Udana-Varga 5.18): «Non trattare gli altri in modi che tu stesso troveresti dannosi»;
- Induismo (Mahābhārata XIII.113.8): «non ci si dovrebbe comportare con gli altri in un modo che sarebbe sgradevole a noi stessi; questa è l'essenza della morale».

## Dichiarazione per un'etica mondiale
Dal 28 agosto al 4 settembre 1993 si sono incontrati a Chicago delegati di diverse religioni, per approvare un testo sull'etica mondiale che potesse fungere da "corrispettivo etico" della Dichiarazione universale dei diritti dell'uomo del 1948. 
6500 donne e uomini di 125 religioni o tradizioni religiose mondiali si sono così uniti nell'approvazione di una "Dichiarazione per un'etica mondiale", basata su quattro principi-guida:
- l'impegno per una cultura della nonviolenza e del rispetto di ogni vita.
- l'impegno per una cultura della solidarietà e un giusto ordine economico.
- l'impegno per una cultura della tolleranza e per una vita vissuta veracemente.
- l'impegno per una cultura dell'eguaglianza e della condivisione fra donne e uomini.

"L'esigenza fondamentale recita: ogni uomo deve essere trattato umanamente!"
Queste esigenze vengono espresse nell'ebraismo dai dieci comandamenti, così come nel cristianesimo dal discorso della montagna.

## Fondazione
Il progetto viene promosso dalla Fondazione per l'etica mondiale (Weltethos Stiftung). Questa è stata fondata dal Graf K.K. von der Gröben, che si è interessato, attraverso il libro Progetto per un'etica mondiale, al tema, e ha messo a disposizione la somma necessaria. L'opera della Weltethos Stiftung può così continuare, sotto la presidenza di Hans Küng. 
Compiti della Fondazione sono
- la realizzazione e l'incremento della ricerca interculturale e interreligiosa;
- la sollecitazione e la realizzazione di un'opera di formazione interculturale e interreligiosa;
- la creazione della possibilità e il sostegno verso gli incontri interculturali e interreligiosi necessari all'opera di ricerca e di formazione.

Gli scopi dell'etica mondiale sono la messa in pratica dei diritti umani, la libertà dell'uomo dall'oppressione, l'eliminazione della fame nel mondo, la realizzazione di un giusto ordine economico, la solidarietà fra gli uomini, la sostenibilità a tutela dell'ecosistema e la pace sulla terra. Tutto ciò può essere ottenuto attraverso un dialogo interculturale e interreligioso, e attraverso un mutamento di coscienza di ognuno di noi.

### Opere di Hans Küng
- Cristianità in minoranza. La chiesa e le altre religioni, Brescia 1967.
- La chiesa, Brescia, 1969.
- Veracità. Per il futuro della chiesa, Brescia 1968.
- Essere cristiani, Milano 1976.
- Gesù, segno di contraddizione. Un dialogo ebraico-cristiano, Brescia 1980.
- Dio esiste?, Milano 1979.
- Cristianesimo e religioni universali, con Josef van Ess, Heinrich von Stietencron, Heinz Bechert, Milano 1986.
- Perché sono ancora cristiano. Un orientamento cristiano in un tempo povero di orientamenti, Genova 1988.
- Was ist die wahre Religion? Versuch einer ökumenischen Kriteriologie, in H. Deuser - G.M. Martin - K. Stock - M. Welker (edd), Gottes Zukunft - Zukunft der Welt. Festschrift für J. Moltmann zum 60. Geburtstag, München 1986, pp. 536–558.
- What is True Religion? Toward an Ecumenical Criteriology, in L. Swidler (ed.), Toward an Universal Theology of Religion, Maryknoll (NY) 1987, pp. 231–250.
- Per una teologia ecumenica delle religioni. Tesi di chiarimento, in «Concilium» 1 (1986), pp. 156–165.
- Teologia in cammino, Milano 1987.
- Cristianesimo e religiosità cinese, con Julia Ching, Milano 1989.
- Verso un'etica delle religioni universali. Problemi fondamentali dell'etica contemporanea in un orizzonte globale, in «Concilium», 2 (1990), pp. 126–144.
- Progetto per un'etica mondiale, Milano 1991.
- Ebraismo, Milano 1993.
- Per un'etica mondiale. La dichiarazione del Parlamento delle religioni mondiali, Milano 1995.
- Credo, Milano 1994.
- Cristianesimo, Milano 1997 (ISBN 9788817118668).
- Etica mondiale per la politica e l'economia, Brescia 2002 (ISBN 9788839909831).
- Perché un'etica mondiale? Religione ed etica in tempi di globalizzazione. Intervista con Jürgen Hoeren, Brescia 2004 (ISBN 8839907998).
- Religioni mondiali, pace mondiale, etica mondiale, Brescia 2004 (ISBN 883992387X).
- L'intellettuale nell'islam, Reggio Emilia 2005 (ISBN 8881032252)
- Islam. Passato, presente e futuro, Milano 2005 (ISBN 8817007129).
- La mia battaglia per la libertà, Reggio Emilia 2008 (ISBN 9788881035588).
- Ciò che credo, 2010

### Opere sulla teologia delle religioni e sull'etica mondiale
- W. Jens - K.-J. Kuschel, Dialogo con Hans Küng. Con la lezione di congedo di Hans Küng, Brescia 1997 (ISBN 9788839907530).
- K.-J. Kuschel, Religioni mondiali e Weltethos nell'era della globalizzazione, in I. Malaguti (ed.), Filosofia e pace, Santarcangelo di Romagna 2000, pp. 95–108 (ISBN 9788887808070).
- J. Farrugia, La sfida del pluralismo religioso contemporaneo alla teologia cristiana nel contesto anglosassone, in M. Crociata (ed.), Teologia delle religioni. Bilanci e prospettive, Milano, 2001, pp. 80–104.
- G. Moretto, Una filosofia per l'ecumenismo. Alberto Caracciolo e la teologia ecumenica di Hans Küng, in D. Venturelli (ed.), Religioni, etica mondiale, destinazione dell'uomo, Genova 2002, pp. 273–290 (ISBN 9788870184723).
- C. Geffré, Verso una nuova teologia delle religioni, in R. Gibellini (ed.), Prospettive teologiche per il XXI secolo, Brescia 2003, pp. 353–372 (ISBN 9788839904232).
- G. Zamagni, La teologia delle religioni di Hans Küng. Dalla salvezza dei non cristiani all'etica mondiale (1964-1990), Bologna 2005 (ISBN 8810403908).
- G. Gebhardt, Religions and Global Ethic, «Cosmopolis» 2 (2006): .